# 锦斗镇
锦斗镇，是中华人民共和国福建省泉州市永春县下辖的一个乡镇级行政单位。

## 行政区划
锦斗镇下辖以下地区：
锦溪村、卓湖村、洪内村、长坑村、珍卿村和云路村。